# Walter Murphy
Walter Murphy (* 19. Dezember 1952) ist ein US-amerikanischer Pianist, Komponist und Arrangeur. Seinen größten Erfolg hatte er 1976 mit einer Disco-Adaption der 5. Sinfonie von Ludwig van Beethoven. Darüber hinaus ist er heute vor allem für den Titelsong und Soundtrack der US-amerikanischen Serie Family Guy bekannt.

## Leben
Der 1952 geborene Murphy wuchs in Manhattan auf, wo er später Jazz- und klassisches Piano studierte. Zunächst komponierte er überwiegend Werbemelodien, ehe er in den 1970er Jahren anfing, klassische Kompositionen in damals zeitgemäße Disco-Versionen zu adaptieren. Nachdem kein Plattenlabel Interesse gezeigt hatte, gab ihm der Inhaber der Private Stock Records eine Chance, sein jüngstes Werk, eine Adaption von Beethovens 5. Sinfonie, zu veröffentlichen.
Im Mai 1976 stieg A Fifth Of Beethoven in die US-amerikanischen Charts ein, wo es sich 19 Wochen halten konnte, eine davon auf Platz 1. In Deutschland wurde der Titel vor allem durch die Veröffentlichung auf dem Soundtrack von Saturday Night Fever bekannt. Im gleichen Jahr war er erstmals als Filmkomponist tätig und komponierte die Musik für den Fernsehhorrorfilm Mörderbienen greifen an. Ende der 1980er und vor allem in den 1990er Jahren war er in erster Linie für verschiedene Fernsehserien als Komponist tätig.
Dieses Stück wurde u. a. auch in den Filmen Bowfingers große Nummer (1999), Die Frauen von Stepford (2004) und in der Agentenfilm-Parodie Austin Powers in Goldständer (2002) eingesetzt.
Walter Murphy hatte danach noch einige Hits, zog sich dann aber wieder in die Komposition von Werbemelodien und Soundtracks zurück. Heute kennt man ihn besonders durch die langjährige Zusammenarbeit mit Seth MacFarlane, mit dem er zusammen die drei Titelmelodien und (abwechselnd mit anderen Komponisten wie Ron Jones und Joel McNeely) auch den Underscore für die Zeichentrickserien Family Guy, American Dad und The Cleveland Show entwarf. Ebenso schrieb er den Soundtrack für MacFarlanes Spielfilmproduktionen Ted und Ted 2. Auch kollaborierten beide Künstler für die 2005 erschienene Big Band CD „Family Guy: Live in Las Vegas“.

## Diskografie

### Studioalben
- 1976: A Fifth of Beethoven (mit The Big Apple Band, US: Gold)
- 1977: Rhapsody in Blue
- 1978: Phantom of the Opera
- 1979: Discosymphony
- 1979: Uncle Louie's Here
- 1982: Themes from E.T. the Extra-Terrestrial and More
- 1996: The Best of

### Singles
| Jahr | Titel Album                                                                              | Höchstplatzierung, Gesamtwochen, AuszeichnungChartplatzierungen (Jahr, Titel, Album, Platzierungen, Wochen, Auszeichnungen, Anmerkungen) | Höchstplatzierung, Gesamtwochen, AuszeichnungChartplatzierungen (Jahr, Titel, Album, Platzierungen, Wochen, Auszeichnungen, Anmerkungen) | Höchstplatzierung, Gesamtwochen, AuszeichnungChartplatzierungen (Jahr, Titel, Album, Platzierungen, Wochen, Auszeichnungen, Anmerkungen) | Höchstplatzierung, Gesamtwochen, AuszeichnungChartplatzierungen (Jahr, Titel, Album, Platzierungen, Wochen, Auszeichnungen, Anmerkungen) | Höchstplatzierung, Gesamtwochen, AuszeichnungChartplatzierungen (Jahr, Titel, Album, Platzierungen, Wochen, Auszeichnungen, Anmerkungen) | Anmerkungen                                           |
| Jahr | Titel Album                                                                              | DE | AT | CH | UK | US | Anmerkungen                                           |
| ---- | ---------------------------------------------------------------------------------------- | --- | --- | --- | --- | --- | ----------------------------------------------------- |
| 1976 | A Fifth of Beethoven                                                                     | DE37 (3 Wo.)DE | AT15 (12 Wo.)AT | CH8 (10 Wo.)CH | UK28 (9 Wo.)UK | US1 Gold · (28 Wo.)US | Erstveröffentlichung: Mai 1976 mit The Big Apple Band |
| 1976 | Flight ’76 A Fifth Of Beethoven                                                          | — | — | — | — | US44 (10 Wo.)US | Erstveröffentlichung: Oktober 1976                    |
| 1982 | Themes from E.T. (the Extra-Terrestrial) Themes from E.T. the Extra-Terrestrial and More | — | — | — | — | US47 (9 Wo.)US | Erstveröffentlichung: Juli 1982                       |

## Auszeichnungen für Musikverkäufe
| Goldene Schallplatte - Kanada - 1977: für das Album A Fifth of Beethoven Platin-Schallplatte - Kanada - 1976: für die Single A Fifth of Beethoven |

Anmerkung: Auszeichnungen in Ländern aus den Charttabellen bzw. Chartboxen sind in ebendiesen zu finden.
| Land/RegionAuszeichnungen für Musikverkäufe (Land/Region, Auszeichnungen, Verkäufe, Quellen) | Gold     | Platin  | Verkäufe  | Quellen         |
| -------------------------------------------------------------------------------------------- | -------- | ------- | --------- | --------------- |
| Kanada (MC)                                                                                  | Gold1    | Platin1 | 200.000   | musiccanada.com |
| Vereinigte Staaten (RIAA)                                                                    | 2× Gold2 | —       | 1.500.000 | riaa.com        |
| Insgesamt                                                                                    | 3× Gold3 | Platin1 |           |                 |

## Filmografie (Auswahl)
- 1976: Mörderbienen greifen an (The Savage Bees)
- 1982: Der Jäger des tödlichen Jade (Raw Force)
- 1988: Die Tricks der Frauen (Tricks of the Trade)
- 1989: Die Lady ohne Erinnerung (The Lady Forgets)
- 1991–1996: Der Polizeichef (The Commish, Fernsehserie)
- 1997: Buffy – Im Bann der Dämonen (Buffy the Vampire Slayer, Fernsehserie)
- seit 1999: Family Guy (Fernsehserie)
- 2000: Changing Hearts
- seit 2005: American Dad (Fernsehserie)
- 2009–2013: The Cleveland Show (Fernsehserie)
- 2012: Ted
- 2015: Ted 2
- 2016: The Late Bloomer
- 2021: Queen Bees – Im Herzen jung (Queen Bees)
- 2024: Ted (Fernsehserie)